# Музыкальная дорога
Музыкальная дорога — автомобильная дорога (или её отрезок), которая при езде вызывает тактильную вибрацию и звуковой шум, передаваемый через колёса на кузов автомобиля в форме мелодии. 
Образуется формированием специального профиля на дорожном полотне.
На 2025 год существуют известные музыкальные дороги в двенадцати странах: Японии, Южной Корее, России, Соединенных Штатах Америки, Белоруссии, Венгрии , Китае , Иране, Тайване, Индонезии, Объединенных Арабских Эмиратах и Аргентине.

## Дания
Первая известная музыкальная дорога — Асфальтофон (Asphaltophone) — была создана в октябре 1995 года в Gylling, da:Østjylland, Дания, двумя датскими художниками С. Йенсен (Steen Krarup Jensen) и Я. Фрейд-Магнус (Jakob Freud-Magnus). Асфальтофон представляет собой кусок шоссе с нанесёнными с определённым интервалом выпуклыми маркерами разной формы в виде двух параллельных полос. Вызываемые при движении по ним автомобильных шин вибрации передаются в виде мелодии.

## Южная Корея
В 2006 году для развлечения уставших в дороге водителей и отвлечения их от возможного сна за рулем, была создана музыкальная дорога у Южнокорейского города Анян, в провинции Кенгидо (недалеко от Сеула). Дорога представляет собой ряды канавок определённой глубины, при наезде на которые происходит вибрация и звук. На скорости около 100 километров в час звуки превращаются в детскую английскую мелодию «У Мэри был ягненок» (англ. Mary Had A Little Lamb — первая песенка, записанная Томасом Эдисоном на его первом фонографе). Длина дороги составила 345 метров. Её создание заняло четыре дня.

## Япония
В Японии совершенно случайно Cидзуо Cинода (Shizuo Shinoda) при работе на бульдозере создал[когда?] на асфальтированной дороге несколько канавок. Проехав по ним он понял, что можно было бы создать мелодии в зависимости от глубины и расстояния между канавками.
В 2007 году Национальный институт промышленных исследований Хоккайдо, который в то время работал над созданием инфракрасного излучения для обнаружения опасных дорожных покрытий, занялся разработкой конструкции Синода, чтобы создать мелодийную дорогу. Они использовали нарезки канавок в бетоне через определённые промежутки и обнаружили, чем ближе располагаются канавки, тем выше звук, ширина углублений позволяла создавать колебания высоких и низких частот.
В итоге построили три постоянно действующих участка дороги. Два по 250 метров длиной — одна на Хоккайдо, другая в городе Вакаяма, которая воспроизводит японскую балладу «Miagete goran yoru no hoshi wo». Третья расположена в префектуре Гумма, она состоит из 2559 канавки нарезанных на 175 метровом участке существующей проезжей части и воспроизводит мотив «Воспоминания о лете» («Memories of Summer»).
Дороги были разработаны так, чтобы песни звучали правильно только тогда, когда по ним проезжала машина с определённой скоростью, призывая водителей соблюдать скоростной режим (40-50 км/ч).

## США
5 сентября 2008 года в США, в городе Ланкастер (штат Калифорния), появилась музыкальная дорога под названием Civic Musical Road. Её построила компания Хонда для съёмки рекламного ролика своего автомобиля Honda Civic. Она была создана на четвертьмильном участке дороги между 60-й и 70-й Западными-стрит. Нарезанные музыкальные канавки воспроизводили финальную часть увертюры оперы Джоакино Россини «Вильгельм Телль». Однако 23 сентября работы по её созданию прекратились, после того, как жители близлежащих районов пожаловались в городской совет о высоком уровне шума. После дальнейших жалоб от жителей города об удалении музыкальной дороги 15 октября 2008 года началась работа по её воссозданию на авеню между G 30 и 40 западными-стрит, в двух милях от любого места жительства 34°43′59″ с. ш. 118°11′46″ з. д.. Эта дорога была названа в честь Honda Civic. Она открылась два дня спустя. Новая музыкальная секция на авеню G располагалась только в крайней левой полосе на западной стороне дороги. Дорога появляется в рекламе Honda Civic. Ритм узнаваем, но звучание настолько далеко от оригинала, что мелодия несет лишь небольшое сходство с увертюрой. Интонация не зависит от конструкции автомобиля или скорости движения.

## Россия
В 2024 году на 653 километре М-11 «Нева» появилась музыкальная разметка из поперечных шумовых полос с музыкальным эффектом: проезжая по участку с разрешенной скоростью, автомобилисты могут услышать фрагмент композиции «Калинка-Малинка». Ее реализовали с помощью лаборатории иммерсионных технологий на специально разработанном программном обеспечении, которое позволило перевести штрихи в ноты и воплотить в жизнь музыкальную разметку .